# Hans Hofmann
Hans Hofmann (Weißenburg in Bayern, 21 marzo 1880 – New York, 17 febbraio 1966) è stato un pittore tedesco, considerato uno dei più significativi esponenti dell'Espressionismo astratto.

## Biografia
Trascorse i primi anni della sua vita a Monaco di Baviera, dove studiò ed operò fino al 1903. L'anno successivo si trasferì a Parigi e frequentò i corsi di disegno dell'Ecole de la Grande Chaumière, grazie ad un collezionista berlinese fattosi suo mecenate. A Parigi rimase fino al 1914, dieci anni in cui incontrò Picasso, Braque, Matisse e Delaunay e si strinse al gruppo dei cubisti.
Al momento dello scoppio della Grande Guerra si trovava a Monaco e qui rimase, salvando tra l'altro molte opere di Kandinsky e dedicandosi all'insegnamento. Aprì nel 1915 la scuola d'arte "Hans Hofmann" e la lasciò soltanto nel 1930, quando venne invitato a tenere dei corsi estivi all'università di Berkeley in California. L'innata propensione pedagogica, che lo vide ancora insegnante saltuario nel 1931 a Los Angeles e Berkeley nuovamente, determinò, quando l'anno successivo si trasferì definitivamente negli Stati Uniti, la sua funzione più valida di portatore e catalizzatore della cultura europea di fronte alla situazione americana carica di nuovi fermenti. Ebbe funzione di maestro sull'avanguardia americana anticipando, se pur non realizzandoli completamente, i modi dell'Action Painting.
Verso il 1940 divenne uno dei massimi esponenti della pittura astratta nella forma denominata Tachisme, ove la superficie del quadro si presenta cosparsa da macchie colorate senza un ordine apparente, la cui dislocazione e consistenza materica stabiliscono il fattore movimento. A partire da questo momento Hofmann dipinse i suoi quadri fondamentali e contemporaneamente continuò ad operare sul terreno dell'insegnamento a New York e a Princeton (Massachusetts), in scuole da lui stesso aperte e che portano tuttora il suo nome.

## Premi e riconoscimenti
Hofmann ebbe numerosi ed ampi riconoscimenti con mostre di grande rilievo, collettive e personali, nei musei e nelle gallerie degli Stati Uniti e in Europa. Nel 1963 il Museo d'arte moderna di New York gli organizzò una vasta personale, portata in varie città d'Europa compresa l'Italia, alla Galleria d'arte moderna di Torino. Nel 1964 venne nominato dottore onorario di Belle Arti all'università di Berkeley. Ha lasciato anche numerosi saggi sull'arte scritti tra il 1932 e il 1959.

## Opere
Hans Hofmann produsse diverse opere, sparse in diversi musei tra gli Stati Uniti e L'Europa. Tra quelle più significative:
- Rising Moon, collezione privata.[1]
- The Gate, Solomon R. Guggenheim Museum.[2]
- Fragrance, Grenberg Van Doren Gallery[3]